# Andrzejów (powiat bełchatowski)
Andrzejów – wieś w Polsce położona w województwie łódzkim, w powiecie bełchatowskim, w gminie Rusiec.
W latach 1975–1998 miejscowość administracyjnie należała do województwa sieradzkiego.
W Andrzejowie (wówczas wsi Błaś) urodził się ks. prof. Stanisław Włodarczyk. 